# 樹德路 (太平區)
樹德路為臺灣臺中市聯外道路之一，全路段位於太平區境內，呈南北向，北連軍功路，南接十甲東路。樹德路原為鄉道中89線一部分，後為鄉道中128-1線全段。

## 本道路客運
| 編號 | 業者     | 路線                 | 行駛區間       | 備註     |
| ---- | -------- | -------------------- | -------------- | -------- |
| 3    | 統聯客運 | 東山高中－高鐵台中站 | 精武路－軍功路 | -        |
| 202  | 豐原客運 | 豐富公園－豐原       | 精武路－軍功路 | 經樹德路 |

## 沿線設施
（由南至北）
（往南接十甲東路）
精武東路／中山路（太平）四段
中山路四段55巷（市民大道）
- 台灣楓康超市太平店
- 新福兒童公園
- 大口平價火鍋牛排
- 全聯福利中心太平樹德店
- 佑全保健藥妝太平樹德店
- 讚不絕口樹德旗艦店
- United Fitness Club 聯合健身俱樂部
- 和麟五金量販公司

太順路
（往北接軍功路）